# Banjole
Banjole (en italien : Bagnole) est une localité de Croatie située en Istrie, dans la municipalité de Medulin, dans le comitat d'Istrie. En 2001, la localité comptait 937 habitants.

## Démographie
| 1948 | 1953 | 1961 | 1971 | 1981 | 1991 | 2001 |
| ---- | ---- | ---- | ---- | ---- | ---- | ---- |
| 331  | 322  | 369  | 344  | 473  | 707  | 937  |